# 中国民主同盟
中国民主同盟（ちゅうごくみんしゅどうめい）は、中華人民共和国の進歩主義政党。民主党派（衛星政党）の一つ。略称は民盟。
中国国民党の一党独裁体制（訓政）に反対する都市知識人が1939年11月に結成した「統一建国同志会」が源流。その後、1941年3月に多党政治や議会制民主主義を綱領とする「国家社会党」の参加を得て、統一建国同志会は「中国民主政団同盟」と改名、さらに1944年9月に「中国民主同盟」と改称。設立当初は「訓政（国民党一党独裁）」維持のために国民党から圧迫を受ける。
1946年10月の政治協商会議に国民党、共産党、青年党と共に参加（無党派人士も参加）。しかし1946年11月の国民大会選挙には共産党と共に不参加。なおこの国民大会選挙には、元々民主同盟のメンバーだった中国青年党、民主社会党が参加。
統一建国同志会、中国民主政団同盟は団体加盟であり、個人メンバーの参加は原則認められていなかった。当初の傘下団体は以下の通り3つの党と3つの団体が集まっていたので「三党三派」と呼ばれる。思想的に隔たりの大きい団体の寄せ集めの色彩が強く、後に民主同盟を脱退する政党・団体もあった。
- 国家社会党 - 上海で国立自治学院（1925年に国立政治大学に改称）の開設に関係した張君勱らが1931年に設立、翌年に秘密裏の結成を公表。後に同大学に招聘された潘光旦などの有識者が、1944年改称後の「中国民主同盟」に参加している。(後の中国民主社会党、民主同盟を脱退後、国民党と共に台湾に渡る）
- 中国青年党 - （民主同盟を脱退、国民党と共に台湾に渡る）
- 第三党 - （正式名称は中国国民党臨時行動委員会、後の中国農工民主党）
- 救国会  - （正式名称は全国各界救国連合会）
- 職業教育社 - （後の中国民主建国会）
- 郷村建設派

1944年9月、重慶で新綱領を採択、中国民主同盟と改称すると共に、個人加盟を認めるようになる（これに伴い、共産党員、共産党シンパが入り込んだとも言われる）。
なお、国家社会党の重鎮だった羅隆基、張東蓀は民主社会党には加わらず、民主同盟に留まった。
1949年の中華人民共和国成立後、反右派闘争、文化大革命などの政治運動により度々弾圧を受ける。
2014年1月現在の中央委員会主席は張宝文。副主席は13名。党員数21万4千人余り。（中国民主同盟ＨＰより）

## 設立者

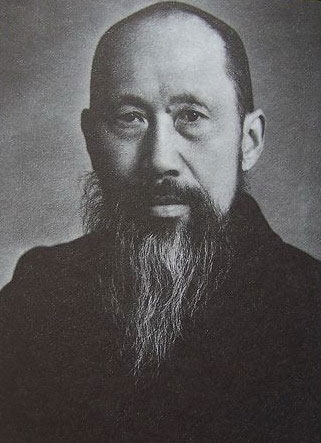
張瀾

- 張瀾